# Kiertyny Wielkie
Kiertyny Wielkie (deutsch Groß Kärthen) ist ein Ort in der polnischen Woiwodschaft Ermland-Masuren. Er gehört zur Gmina Bartoszyce (Landgemeinde Bartenstein) im Powiat Bartoszycki (Kreis Bartenstein).

## Geographische Lage
Kiertyny Wielkie liegt sechs Kilometer südlich der polnischen Staatsgrenze zur russischen Oblast Kaliningrad (Gebiet Königsberg (Preußen)) in der nördlichen Mitte der Woiwodschaft Ermland-Masuren. Bis zur früheren und heute auf russischem Hoheitsgebiet gelegenen Kreisstadt Friedland (Ostpr.) (russisch Prawdinsk) sind es 21 Kilometer in nordöstlicher Richtung. Die heutige Kreismetropole Bartoszyce (deutsch Bartenstein (Ostpr.)) liegt sechs Kilometer in südlicher Richtung entfernt.

## Geschichte
1411 wurde das Dorf Groß Kertenn erstmals erwähnt. Nach 1570 nannte man den Ort Groß Kerthen, nach 1774 Groß Kehrten, nach 1781 Karthen, nach 1785 Groß Kerten und schließlich nach 1820 Groß Kärthen.
Im Jahre 1874 kam Groß Kärthen zum neu gebildeten Amtsbezirk Liekeim (polnisch Nalikajmy) im ostpreußischen Kreis Friedland (ab 1927: Kreis Bartenstein). 236 Einwohner zählte Groß Kärthen im Jahre 1910.
Am 30. September 1928 gab Groß Kärthen seine Eigenständigkeit auf. Der Ort schloss sich mit Klein Kärthen (polnisch Kiertyny Małe) und den Gutsbezirken Markienen (Markiny) und Paulienen (Pawłówka) zur neuen Landgemeinde Markienen zusammen.
Als in Kriegsfolge 1945 das gesamte südliche Ostpreußen zu Polen kam, erhielt Groß Kärthen die polnische Namensform „Kiertyny Wielkie“. Heute ist das Dorf Teil der Landgemeinde Bartoszyce (Bartenstein) im Powiat Bartoszycki (Kreis Bartenstein), von 1975 bis 1998 der Woiwodschaft Olsztyn, seither der Woiwodschaft Ermland-Masuren zugehörig.

## Kirche
Bis 1945 war Groß Kärthenin die evangelische Kirche St. Johann in Bartenstein (Bartoszyce) in der Kirchenprovinz Ostpreußen der Kirche der Altpreußischen Union, außerdem in die römisch-katholische Kirche Str. Bruno in der Kreisstadt, damals zum Bistum Ermland zugehörig, eingepfarrt.
Heute gehört Kiertyny Wielkie katholischerseits zur Pfarrei in Bezledy (Beisleiden) im jetzigen Erzbistum Ermland, evangelischerseits zur Kirchengemeinde in Bartoszyce, die jetzt eine Filialgemeinde der St.-Johannes-Kirche Kętrzyn (Rastenburg) in der Diözese Masuren der Evangelisch-Augsburgischen Kirche in Polen ist.

## Verkehr
Kiertyny Wielkie liegt östlich der polnischen Landesstraße 51 (hier im Abschnitt der ehemaligen deutschen Reichsstraße 128) und ist von dort im Abzweig Kiertyny Małe (Klein Kärthen) direkt zu erreichen.
Eine Anbindung an den Bahnverkehr besteht nicht.